# Oskari Mantere
Oskar (Oskari) Mantere (fram till 1889 Majamäki), född 18 september 1874 i Hausjärvi, död 9 december 1942 i Helsingfors, var en finländsk politiker tillhörande Nationella Framstegspartiet 1919–1938 och finsk statsminister från 22 december 1928 till 16 augusti 1929.
Mantere var doktor i pedagogik och fungerade förutom som statsminister även som socialminister åren 1922–1924, hjälpundervisningsminister 1924–1925 och undervisningsminister 1932–1936. Han var Skolstyrelsens överdirektör åren 1924–1942.
Han blev 1936 kommendör med stora korset av  Nordstjärneorden.

## Utmärkelser
- Kommendörstecknet av I klass av Finlands Vita Ros’ orden,  1924[3]
- Tre Stjärnors orden, andra klass,  15 maj 1926[4]
- Storkorset av Finlands Vita Ros’ orden,  1929[3]
- 1:a graden av Örnkorsets orden,  28 maj 1935[5]
- Storkorset av Finlands Lejons orden,  1942[3]
- Storkors av Rumänska kronorden[3]
- Officer av Kungariket Ungerns förtjänstorden[3]
- Kommendör med stora korset av Nordstjärneorden[3]
- Storkors av Polonia Restituta[3]
- Storofficer av Italienska kronorden[3]
- Tre Stjärnors orden, första klass[3]
- Storkors av Heliga Lammets orden[3]
- Kommendör med kraschan av Sankt Olavs orden[3]

[Redigera Wikidata]